# Achille Guénée
Achille Guénée (1. ledna 1809 Chartres – 30. prosinec 1880 Châteaudun) byl francouzský advokát a entomolog, lepidopterolog.

## Život
Achille Guénée vyrůstal ve svém rodišti, v Chartres, kde se již od mládí zajímal o hmyz, hlavně motýly. V tomto jeho koníčku ho podporoval hlavně François de Villiers (1790–1847). Pak začal v Paříži studovat právo a po ukončení studia se stal právníkem. Po smrti svého jediného syna se přestěhoval do Châteaudun u Paříže, kde působil až do své smrti. Během Prusko-francouzské války v roce 1870 byl Châteaudun zničen požárem, ale Guénéevova sbírka hmyzu zůstala nepoškozena.
Guénée je autorem 63 publikací o hmyzu, z nichž některé napsal společně s Philogène Duponchelem (1774–1846), ale i s jinými sběrateli, např. s J. B. de Boisduvalem. Zabýval se hlavně nočními motýly z čeledi noctuidae.
Jeho práce o nočních motýlech, hlavně můrách, mají přibližně 1300 stránek.
V roce 1832 byl jedním ze zakládajících členů Francouzské entomologické společnosti (Société entomologique de France]. V roce 1849 byl prezidentem této entomologické společnosti a od roku 1874 byl i jejím čestným členem.